# 阿得雷德2000型柴油鐵路客車
阿德雷德2000/2100型柴油鐵路客車是由南澳州運輸管理局及其后继者在阿得雷德營運的柴油客車，由格兰维尔（Granville）的Comeng廠於1979至1980年建造。

## 历史
本型車是由南澳州運輸管理局及其后继者在阿得雷德鐵路網營運的柴油客車，車體外壳设计基于Budd SPV-2000 ，巴德都市圈动车组和美铁普运型铁路客车，但其曲線與美铁普运型铁路客车略有不同。
共建造了12辆動力車（2000型）與18輛拖車（2100型）。车体由格兰维尔的Comeng廠建造，2001號和2101號車在格兰维尔完成，其余的则送到阿德莱德建造，以遵守合約中儘量提高當地製造程度的要求。裝修工作在Comeng的Dry Creek工厂进行。列車於1980年2月首航。
本型車因為驾驶室位置較高，看來就像波音747，故暱稱為「珍寶（Jumbo）」。此設計乃為了符合澳洲火車司機工會對於全宽式驾驶室的要求，此外也因此得以安装车厢间车门。
动力车最初使用V12涡轮增压MAN柴油引擎，後來改用两台涡轮增压6缸康明斯柴油引擎，驱动福伊特液压变速箱。列車編組通常為兩輛（动力車+拖车）或三輛（拖车+动力+拖车）。最初的計畫是以本型車行駛Gawler和Noarlunga中心线的快車，而既有的Redhens車則停所有的車站，不過本型車很快就被運用在整個路網。
有六輛車封存多年後于2007年重新投入使用。2006年，其中一辆被送到了庞巴迪运输公司的Dandenong工厂，以评估延寿计划的可行性，結果被評估為不值得。本型車偶尔會行駛到阿德莱德市区以外，在巴罗莎山谷线上行駛到塔嫩达（Tanunda）和努里奥特帕（Nuriootpa）的特殊列車。 
自2014年2月起，由于百里線與詩福（Seaford）線电气化減少了路線淨空，因此本型車運行區間僅限於Gawler、Grange和Outer Harbor线。随着4000型電聯車的投入，本型車於2014年起大量退出現役。最後一輛于2015年8月退役。

## 保存車
已保存四輛車：
- 澳洲国家铁路博物馆（阿得雷德港）：2006號車和2112號車[17]
- SteamRanger：2010車和2109號車[18]